# UFC 50
UFC 50: The War of '04 foi um evento de artes marciais mistas promovido pelo Ultimate Fighting Championship, ocorrido em 22 de abril de 2004 no Trump Plaza em Atlantic City, New Jersey. O evento foi transmitido ao vivo no pay-per-view e depois vendido em DVD.

## Background
Uma das atrações principais do evento foi a luta entre Tito Ortiz e Patrick Côté, que fez uma substituição tardia de Guy Mezger que teve um acidente vascular cerebral.

## Resultados
Nota 1 Pelo Cinturão Meio-Médio Vago do UFC.